# Cetylalkohol
Cetylalkohol, også kendt som 1-hexadecanol og palmityl alkohol, er en fedtalkohol med den kemiske formel CH3(CH2)15OH. Ved stuetemperatur tager cetylalkohol form af et voksagtigt hvidt faststof eller flager.
Navnet cetyl stammer fra tran (Latin: cetus) hvorfra den første gang blev isoleret.

## Historie
Cetylalkholo blev opdaget i 1817 af den franske kemiker Michel Chevreul da han opvarmede spermacetolie, et vokseagtigt stof opnået fra kaskelothvalens olie med kaliumhydroxid. Flager af cetylalkohol blev efterfølgende efterladt på køl.

## Produktion
Med lukningen af kommerciel hvalfangst, er cetylalkohol ikke længere primært fremstillet af tran, men i stedet enten som et restprodukt af olieindustrien, eller er fremstillet af vegetabilsk fedtstof og olie såsom palmeolie og kokosolie.

## Anvendelse
Cetylalkohol anvendes i kosmetiske industri som opacificerende middel i shampoo eller som et blødgøringsmiddel, emulsion eller fortykkelsesmiddel til fremstilling af hudcremer og lotioner. Det anvendes også som et smøremiddel for møtrikker og bolte.

## Bivirkninger
Folk der lider af eksem kan være følsomme over for denne kemi.
  However, cetyl alcohol is sometimes included in medications used for the treatment of eczema.

## Relaterede stoffer
- Palmitinsyre